# Edwin George Monk
Edward George Monk (1819-1900), fue un compositor y organista británico de música religiosa. 
Estudió en Bath y en Londres con George Macfarren para la teoría y con Henry Phillips para el canto. Posteriormente fue organista en la iglesia Midsomer Norton. También fue organista, preceptor y maestro de música en St. Columba’s, (Rathfarnham, Dublín; 1844); y tres años después en Radley College. En 1858 asumió un cargo en la catedral de York, sucediendo a John Camidge. Se retiró tras 25 años de servicio y retornó a Radley, donde se quedó durante el resto de su vida.
Publicó "Anglican Chant Book" (1850), "Choral Service Book", (1858) y "Hymn Book" (1868).
- Datos: Q5346441